# ウェルズ・ファーゴ
ウェルズ・ファーゴ（英: Wells Fargo & Company）は、カリフォルニア州サンフランシスコに本社を置き、西部を地盤とする、2017年7月現在アメリカ合衆国で最も支店数が多い金融機関である。2018年現在、資産価値では全米第三位の銀行である。カナダ、北マリアナ諸島、西インド諸島においても現地法人を持ち、個人向けの業務を営む。同行だけを展示した歴史博物館がある。
欧米の大手金融機関が投資銀行部門を収益の柱とし、巨額のデリバティブ残高を保有しているのに対し、ウェルズ・ファーゴはこれらの比率が他社に比べ低く、伝統的な商業銀行ビジネスを柱とする保守的な経営方針で知られた。投資会社バークシャー・ハサウェイはかつてポートフォリオの主力にウェルズ・ファーゴを据えていたが、後述の口座不正開設問題などを経て2021年現在は保有株をほとんど売却した。

## 運送業時代

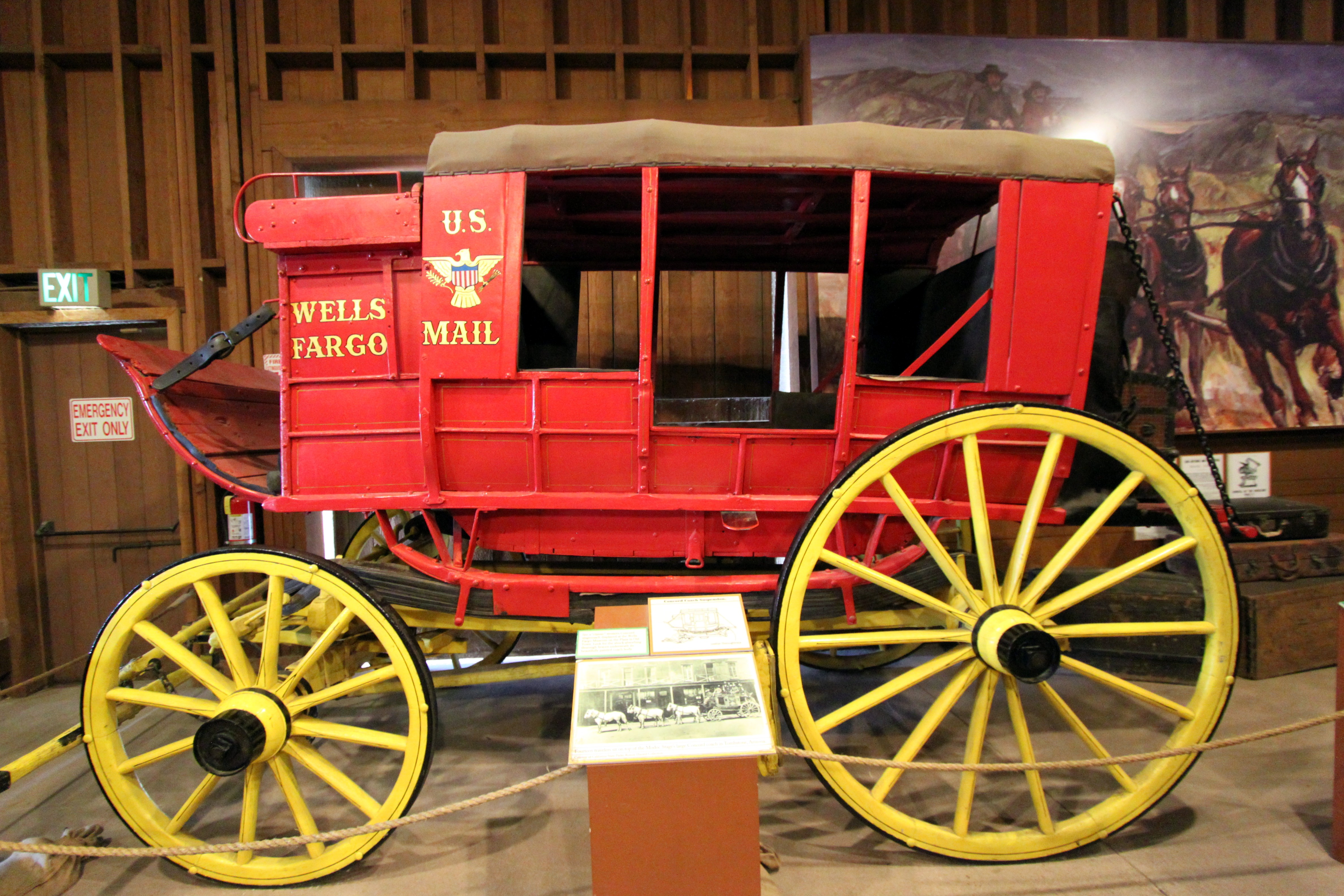
荷馬車

1850年にニューヨーク州で運送業アメリカン・エキスプレスを創設したヘンリー・ウェルズ（Henry Wells）とウィリアム・ファーゴ（William Fargo）は、カリフォルニア・ゴールドラッシュをビジネスチャンスと見ていた。しかし、他の幹部がカリフォルニア進出を反対したため、1852年3月18日、二人はカリフォルニアで資本金30万ドルの合資会社ウェルズ・ファーゴを創設した。7月、サンフランシスコに事務所を構え、初代社長はエドウィン・モルガン（Edwin B. Morgan）を抜擢した。業務の主体は速達郵便と郵便為替、アメリカ合衆国造幣局の金貨の輸送だった。ウェルズ・ファーゴはアメリカ合衆国郵政省より低い手数料で仕事を請け負っていた。
南北戦争（1861-1865）の混乱期に輸送業者ベン・ホラデー（Ben Holladay）がポニー・エクスプレスなどを手に入れ、ウェルズ・ファーゴの強力なライバルになった。1866年、ウェルズ・ファーゴはベンの運送ルートを150万ドルで買収し、西部では無敵の存在になった。しかし、1869年に大陸横断鉄道が開通し、ウェルズ・ファーゴの株価は急落した。1870年にウィリアム（William Fargo）が社長となった。1872年、鉄道会社からロイド・テビス（Lloyd Tevis）を社長に迎え、郵便の鉄道輸送を開始した。

## 金融業へ
1905年、ウェルズ・ファーゴは銀行業と運送業を分離した。このときエドワード・ヘンリー・ハリマンが銀行業をネバダ・ナショナル・バンクと合併させて支配権を握った。1906年にサンフランシスコ地震が発生し、ウェルズ・ファーゴ・ネバダ・ナショナル・バンクの建物も被害を受けたが金庫は無事だった。その後、復興資金が全米から集まり預金は膨張した。1907年恐慌のとき他行のように取り付けに遭い、やがて連邦準備制度ができた。1918年、第一次世界大戦に臨む連邦政府の命令で、ウェルズ・ファーゴの運送業は他社と合併し国有化された（Railway Express Agency）。海外の運送業務は1960年代まで続いた。
1924年、ウェルズ・ファーゴ・ネバダ・ナショナル・バンクは、イサイアス・ヘルマン（Isaias W. Hellman）が1893年に設立したユニオン・トラストと合併した。イサイアスは1905年の合併を目的にエドワード・ヘンリー・ハリマンと組んだ人物であった。新銀行は世界恐慌を生き残り繁栄した。国営事業と関係したウェルズ・ファーゴは、証券業についてゴールドマン・サックスのような追及は受けなかった。1943年にヘルマン3世が社長となった。1954年、新銀行がウェルズ・ファーゴ・バンクと名前を短くした。
1960年、アメリカン・トラスト・カンパニーとの合併を社長が計画し、2年後に実現した。そしてスケールメリットをいかすためにオフショア市場を開拓しだした。東京・シンガポール・ブエノスアイレスなどへ代理店を開設し、またソウル・香港・ナッソーへ支店を設けた。1967年、バンカメと競争するためにチャージカード（現マスターカード）のサービスをスタートした。1968年、業容拡大のため連邦からチャーターをもらい、カリフォルニア地域の4行を買収した。1969年に持株会社をつくり、アメリカン・エキスプレスの名前を銀行業に使う権利を買った。

## バークレイズ支店買収まで
管理通貨制度へ世界が落ち着きだした1973年、ウェルズ・ファーゴは多くの点で政策を転換した。5年後CEOとなるカール（Carl E. Reichardt）が不動産リース業の現場をてこ入れした。海外事業としては西ドイツの有名な銀行（Allgemeine Deutsche Credit-Anstalt, 現ラボバンク）の株式を25％も保有していたが、しかしこの銀行は不動産を担保とする不良債権を抱えたので、この処理にあたりウェルズ・ファーゴに損害が出た。国内銀行と合弁でロンドンに出した西部銀行も、オイルショックに耐えられずだめになった。ウェルズ・ファーゴは外為取引でも失敗した。
1984年にポール・ヘイズン（Paul Hazen）が社長となった。2年経ってカールはフォードモーターの重役となった。この1986年にウェルズ・ファーゴはミッドランド銀行（Midland Bank, 現HSBC）からクロッカー（Crocker National Bank）を11億ドルで買収した。これでウェルズ・ファーゴの不動産事業は水を得た魚となったが、一方でブラジルとメキシコの債権が焦げつき、1989年半ばまで不良債権処理に追われた。
1988年5月、バークレイズのカリフォルニア支店を買収した。ウェルズ・ファーゴは証券化を推進した。

## 揺れる保守本流
1995年にアメリカン・エキスプレスとの合併協議をはじめ、決済事業に力を入れだした。同年にウェルズ・ファーゴ・日興・インベストメント・アドバイザーズをバークレイズへ4.4億ドルで売却し、アメデオ（Amadeo Giannini）のFIB（First Interstate Bancorp）を買収した。1998年、ミネアポリス地盤のノーウェスト（Norwest Corporation）が旧ウェルズ・ファーゴ（Wells, Fargo & Co.）を買収して発足した。そしてノーウェストのリチャード（Richard Kovacevich）が社長となった。企業の合併買収としては珍しく、商号も本部機能も被買収企業のものが引き継がれている。これは、設立以来の150年近い歴史で培われた旧ウェルズ・ファーゴのブランドを活かすためのものである。2000年、ウェルズ・ファーゴがナショナル・バンク・オブ・アラスカ（National Bank of Alaska）を買収した。2003年、経営危機にあったストロング・フィナンシャル・コーポレーションが運用していた290億ドルの受託資産を買い叩き、ウェルズ・ファーゴのミューチュアル・ファンドは受託資産額が1千億を超えた。
2008年、米銀大手ワコビア（総資産5207億ドル）を約151億ドル（約1兆6000億円）で合併した。ワコビアの名前で売っていた証券部門は2009年ウェルズ・ファーゴ証券に改称した。世界金融危機のあと、マスターカードをめぐり欧米領域で反トラスト法違反容疑の調査がすすんだ。2011年12月、賄賂事件（2009 Bank of Ireland robbery）から続くアイルランド銀行解体に参加し（2014年から欧州中央銀行が統制権を行使）、およそ10億ドルの負債を抱えた事業の受け皿となった（Burdale Financial Holdings Limited and the portfolio of Burdale Capital Finance Inc.）。2012年こっそりマーリン証券（Merlin Securities LLC）を買収したことで、ヘッジファンドおよびその他のアセット・マネジメントへ進出した。後の調査でアイルランドは世界第4位のシャドー・バンキング・システム保有国であることが分かった。ウェルズ・ファーゴの資金がシャドーバンクの救済に向かったことになる。
2016年9月8日、自社で顧客の許可のないまま口座を開設したりクレジットカードを発行したりする行為が横行していたと明らかにし、この問題で過去数年の間に5300人の行員を解雇したと認めた。この問題はCEOの辞任にまで発展、継続してきた金融機関としての時価総額世界一が途切れることになった。2016年で顧客に無断で口座を開くなどの大規模な不正営業が発覚したのをきっかけに、顧客が自動車ローンを組む際、保険に二重に加入させていた問題や、住宅ローンの金利固定期間の延長で手数料を不正に徴収していたことなどが発覚し、罰金10億ドルを科された。

## 国際展開
香港、ロンドン、ドバイ、シンガポール、東京、トロントに海外拠点を有しており、銀行業務を提供している。また、インドとフィリピンにおいて、後方業務拠点を有しており、2万人以上のスタッフを擁している。
ケイマン諸島にて信託銀行業務を行っていた子会社は、2010年にヘッジファンド管理を行うCitcoに売却した。

## ポピュラー・カルチャー
ウェルズ・ファーゴはいくつかの映画の主題として取り上げられている。ジョン・フォード監督映画『駅馬車』(1939年)では2人の男性が「ウェルズ・ファーゴ」とはっきりと記された収納箱を持ち上げるシーンがある。『七人の無頼漢』(1956年)、『高原児』(1947年)、『新天地』(1937年)、『Unclaimed Goods』(1918年)などにも登場する。1957年から1962年に放送された長編連続テレビドラマ『Tales of Wells Fargo』はウェルズ・ファーゴの架空のスペシャル・エージェントに焦点を当てている。
ウェルズ・ファーゴの駅馬車は映画『カラミティ・ジェーン』(1953年)の楽曲「"The Deadwood Stage (Whip-Crack-Away!)"」において、タイトル・ロールのカラミティ・ジェーン役を演じたドリス・デイによって「イリノイ州のウェルズ・ファーゴの素敵な積荷」と歌われる。映画『ザ・ミュージックマン』(1962年)ではウェルズ・ファーゴが街に楽器を運ぶ運送業者として登場する。映画『バック・トゥ・ザ・フューチャー PART3』(1990年)ではマーティがヒルバレーの道を歩いているとウェルズ・ファーゴの駅馬車が通り過ぎる。
ブロードウェイ・ミュージカルの『ザ・ミュージックマン』の楽曲「"The Wells Fargo Wagon"」は舞台となった20世紀初頭のウェルズ・ファーゴの駅馬車の運送に言及している。

## テレビ番組
- 日経スペシャル ガイアの夜明け ストレスに負けない!（2005年8月23日、テレビ東京）[15] - 従業員支援制度を取材。